# Флоренс-Грем (Каліфорнія)
Флоренс-Грем (англ. Florence-Graham) — переписна місцевість (CDP) в США, в окрузі Лос-Анджелес штату Каліфорнія. Населення — 61 983 особи (2020).

## Географія
Флоренс-Грем розташований за координатами 33°58′4″ пн. ш. 118°14′40″ зх. д. / 33.96778° пн. ш. 118.24444° зх. д. (33.967720, -118.244386).  За даними Бюро перепису населення США в 2010 році переписна місцевість мала площу 9,27 км², уся площа — суходіл.

## Демографія
Згідно з переписом 2010 року, у переписній місцевості мешкало 63 387 осіб у 13 900 домогосподарствах у складі 12 182 родин. Густота населення становила 6836 осіб/км².  Було 14765 помешкань (1592/км²).
Расовий склад населення:
| - 37,7 % — білих - 9,2 % — чорних або афроамериканців - 0,8 % — корінних американців - 0,2 % — азіатів - 48,4 % — осіб інших рас |

До двох чи більше рас належало 3,6 %. Частка іспаномовних становила 90,0 % від усіх жителів.
За віковим діапазоном населення розподілялося таким чином: 35,0 % — особи молодші 18 років, 59,6 % — особи у віці 18—64 років, 5,4 % — особи у віці 65 років та старші. Медіана віку мешканця становила 26,3 року. На 100 осіб жіночої статі у переписній місцевості припадало 100,2 чоловіків;  на 100 жінок у віці від 18 років та старших — 99,2 чоловіків також старших 18 років.
Середній дохід на одне домашнє господарство  становив 43 065 доларів США (медіана — 33 934), а середній дохід на одну сім'ю — 42 671 долар (медіана — 33 891). Медіана доходів становила 24 752 долари для чоловіків та 21 810 доларів для жінок. За межею бідності перебувало 32,8 % осіб, у тому числі 44,7 % дітей у віці до 18 років та 24,3 % осіб у віці 65 років та старших.
Цивільне працевлаштоване населення становило 23 969 осіб. Основні галузі зайнятості: виробництво — 21,0 %, освіта, охорона здоров'я та соціальна допомога — 12,9 %, роздрібна торгівля — 12,8 %.